# معارض الربيع وبدايات التشكيل في الكويت (كتاب)
يتناول كتاب معارض الربيع وبدايات التشكيل في الكويت مواضيع تخص الفن التشكيلي في الكويت وهو من إصدار المجلس الوطني للثقافة والفنون والآداب في الكويت لعام 2009 للمؤلف يحيى سويلم.
يذكر الكتاب التاريخ والتطور للتعليم في الكويت بجانب الفن التشكيلي.

## مقدمة الكتاب
هذه جزء مقتطف من مقدمة الكتاب والمذيلة باسم يحيى سويلم الكويت في 31 مارس 2009م.

## وصلات خارجية
- مقال في جريدة القبس بعنوان يحيى سويلم يوثِّق لمعرض الربيع والحركة التشكيلية في الكويت